# Varsseveld
Varsseveld è una località dei Paesi Bassi di circa 6 000 abitanti situata nella provincia della Gheldria, nella municipalità di Oude IJsselstreek.

## Storia
Varsseveld era stata una municipalità indipendente fra il 1812 ed il 1818, prima di fondersi con Wisch.
Il 1º gennaio 2005 Wisch è stata poi incorporata nel nuovo comune di Oude IJsselstreek.
Varsseveld ha ospitato il 7 giugno 2009 il GP d'Olanda del Campionato mondiale di sidercross